# Schiffer Pál (filmrendező)

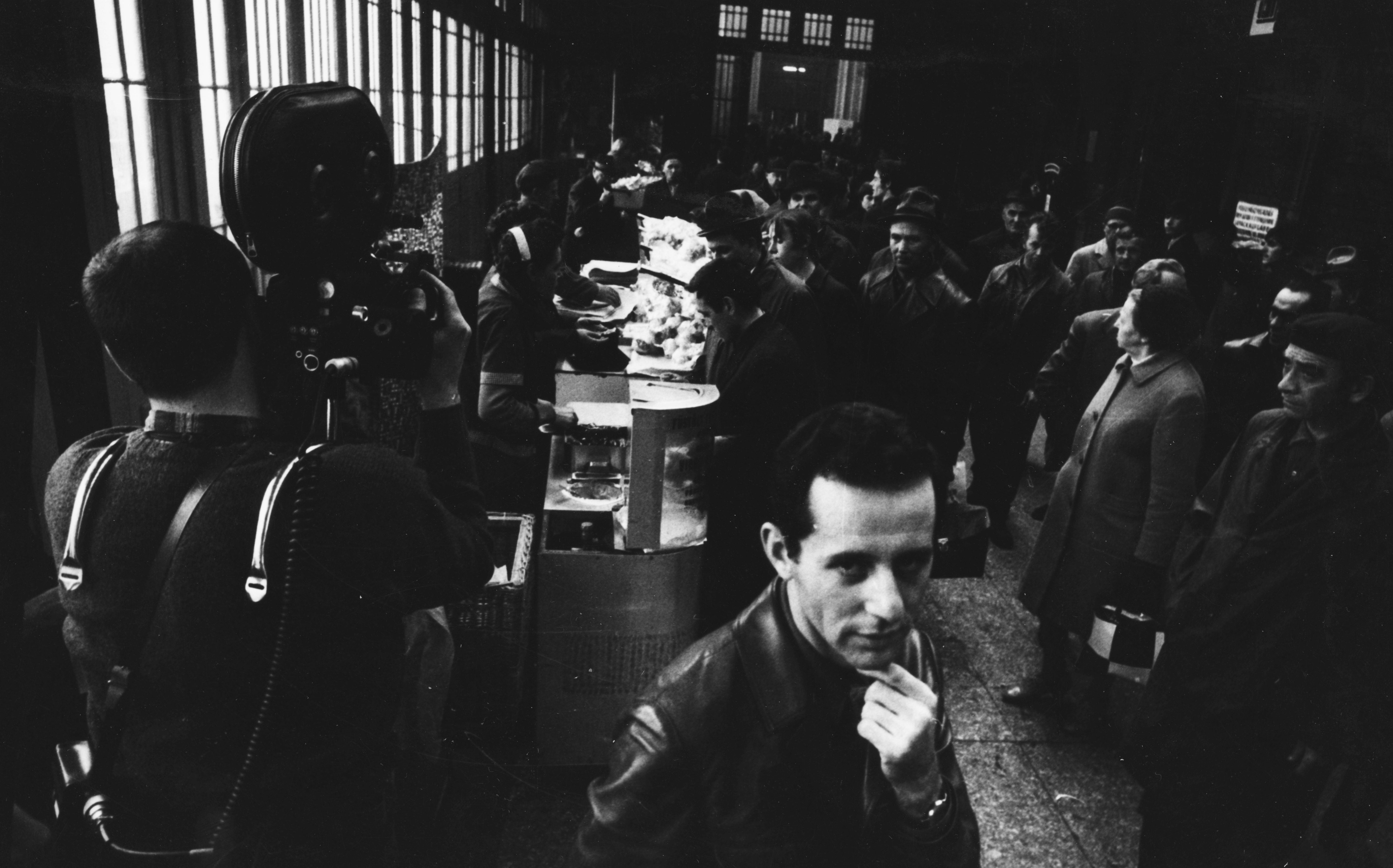
1970-ben a Nyugati pályaudvar várótermében

Schiffer Pál (Budapest, 1939. június 14. – Budapest, 2001. október 3.) Balázs Béla-díjas magyar filmrendező, producer, forgatókönyvíró.

## Életpályája
Apja Schiffer Pál (1911–2001), szociáldemokrata politikus, újságíró, nagykövet, országgyűlési képviselő, anyja, Szakasits Klára (1918–2001) volt. Anyai nagyapja Szakasits Árpád köztársasági elnök. A vészkorszak idején Zsindelyné Tüdős Klára a svéd misszióval együttműködve számos üldözöttnek adott menedéket, így ő bújtatta Szakasits Klárát is fiaival.
1963-ban diplomázott a Színház- és Filmművészeti Főiskolán. 1964–1976 között a Mafilm Hiradó- és Dokumentumfilm Stúdió munkatársa volt. A Balázs Béla Stúdió kísérleti dokumentumfilmes műhelyének tagja volt. Itt készült első jelentős dokumentumfilmje, a Fekete vonat. A cigány kisebbség sorsát több filmjében és első dokumentum-játékfilmjében, a Cséplő Gyuriban is bemutatta. A paraszti életet dokumentáló, majd múltfeltáró filmek után nagyívű sorozatban dolgozta fel a Videoton gyár és munkásai rendszerváltozás utáni történetét. 
1986-tól a Magyar Filmklubok Szövetségének alapító alelnöke, 1993-tól elnöke volt. 1993–94-ben a Nyilvánosság Klub ügyvivője volt. 1992–1998 között a Magyar Történelmi Filmalapítvány kurátora volt. 1994–2001 között a Hunnia Filmstúdióban producerként is dolgozott.

## Filmjei
- 1961: Színes kavicsok (rendező)
- 1966: Ilyen ez a háború?
- 1967: Kései rekviem
- 1968: Tiszazug
- 1968: Bors (színész)
- 1968: Hibás kör
- 1969: Ellenérvek
- 1970: Stációk
- 1970: Fekete vonat (rendező)
- 1971: Levelek az öttalálatoshoz
- 1972: Faluszéli házak
- 1973: Bemutatjuk a magyar divatot

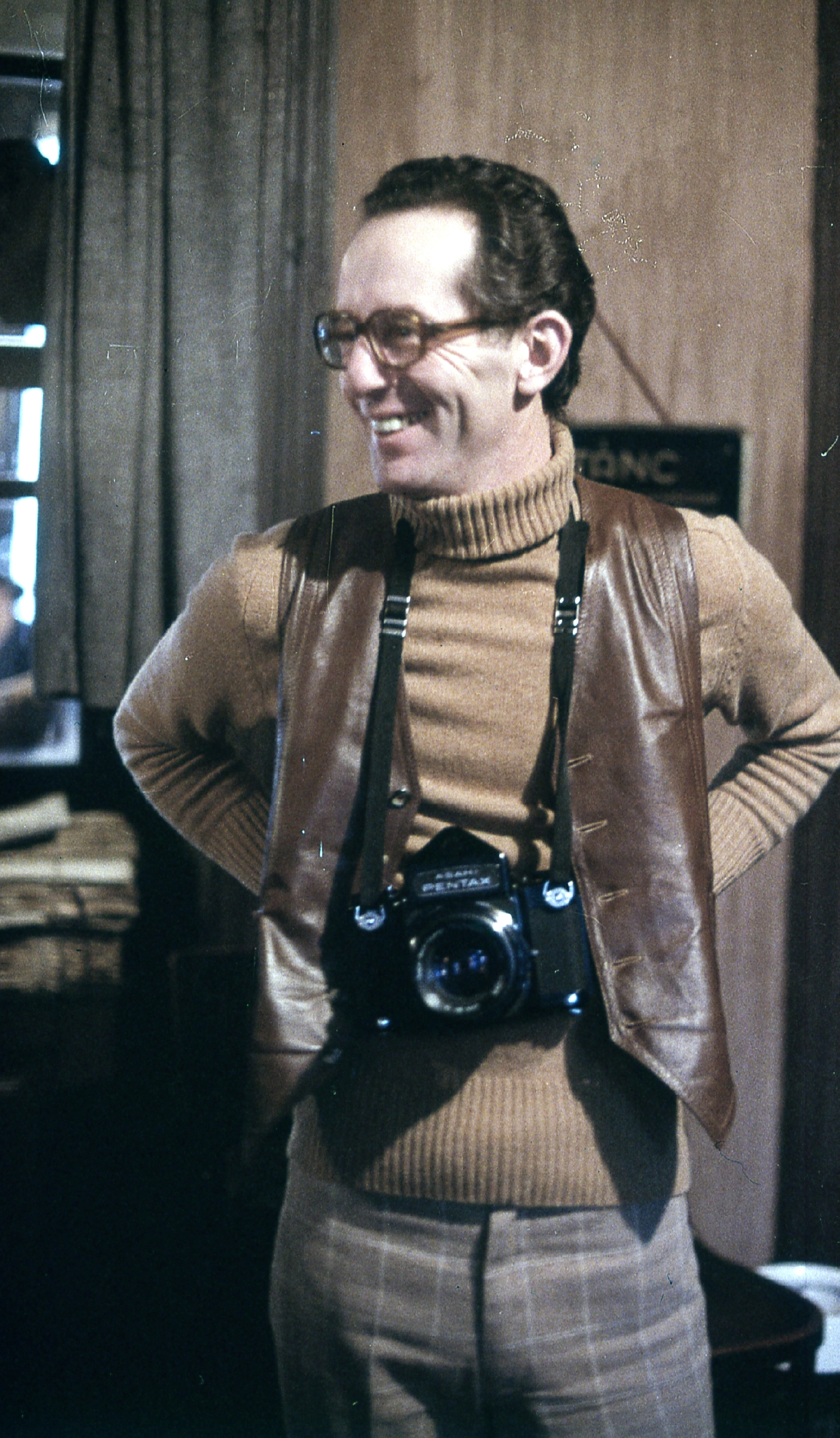
1974-ben

- 1973: Mit csinálnak a cigánygyerekek?
- 1974: Várjuk Erikát
- 1978: Cséplő Gyuri (rendező, forgatókönyvíró)
- 1981: A pártfogolt (rendező, forgatókönyvíró)
- 1981: Fazekak (rendező)
- 1982: Nyugodjak békében
- 1983: Földi paradicsom
- 1985: Kovbojok I–II.
- 1986: Dávid család I–IV.
- 1987: A Dunánál (Magyar Bálinttal) (rendező, forgatókönyvíró)
- 1987: Az ibafai kovboj
- 1989: Engesztelő (rendező)
- 1991: Találkozás Vénusszal (színész)
- 1991: Ledöntött útjelzők I–II.
- 1992: Kép a képben
- 1993: 20 perc
- 1993: A Videoton-sztori I–III.
- 1995: Elektra, avagy bevezetés a kapitalizmus politikai gazdaságtanába (rendező, forgatókönyvíró)
- 1996: Rothschild hegedűje (producer)
- 1996: À propos Fábri (producer)
- 1996: Wesselényi utca 13. (producer)
- 1996: Emlékszem egy városra (producer)
- 1996: Gyufaember – Az én Kurtágom (producer)
- 1996: Rutinműtét
- 1997: Városlakók (producer)
- 1997: Mari – Fejezetek egy széki család életéből (producer)
- 1998: A hetedik ajtó - Eötvös Péter-portréfilm
- 1998: Törésvonalak I–III. (rendező, forgatókönyvíró)
- 2000: Vityebszk felett – Chagall álmai (producer)
- 2000: Apaképek (rendező, producer)
- 2000: Jonuc és a koldusmaffia (producer)
- 2001: Magyar útlevél (producer)

## Családja

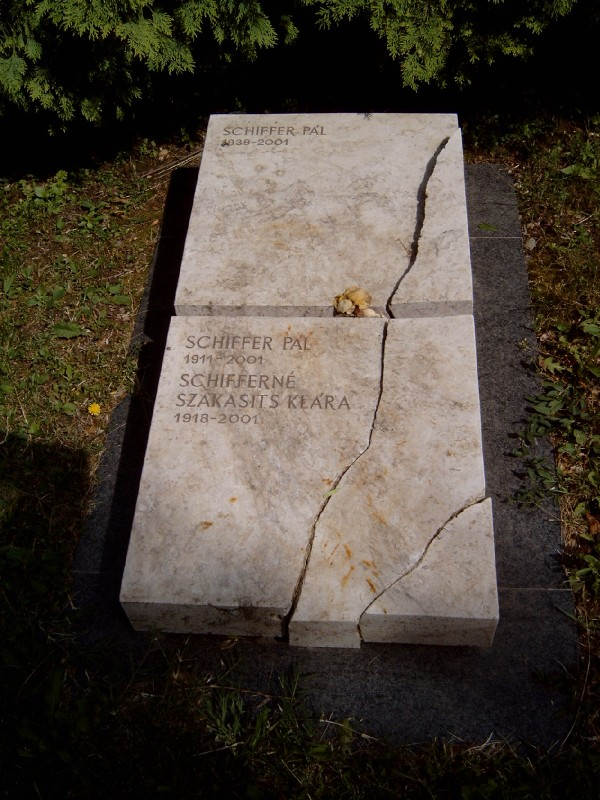
Schiffer Pál és szüleinek sírja Budapesten. Farkasréti temető: 60/1-főút-16.

Unokaöccse Schiffer András.

## Díjai, elismerései
- Balázs Béla-díj (1971)
- SZOT-díj (1979)
- Érdemes művész (1987)
- Magyar Művészetért díj (1998)
- Joseph Pulitzer-emlékdíj (1999)